# Tully Filmus
Tully Filmus (născut Naftuli; n. 29 august 1903, Rusia – d. 25 februarie 1998, Massachusetts, SUA) a fost un evreu basarabean și pictor american.

## Biografie
S-a născut în târgul Otaci (acum oraș din raionul Ocnița, Republica Moldova) din ținutul Soroca, gubernia Basarabia, Imperiul Rus, în familia lui Mehl Filmus (1863–1913) și Hova (Eva) Gustova (1873–?). A avut trei surori mai mari Hona, Feiga și Etl. În 1913, a emigrat împreună cu familia în Statele Unite, la Philadelphia, unde a absolvit Academia de Arte Frumoase din Pennsylvania. În anii 1927–1929 a practicat împreună cu André Lhote la Paris.
La întoarcerea în SUA, s-a stabilit la New York, unde a închiriat un studio comun cu Willem de Kooning pe parcursul anilor 1930. În anii 1937-–939 a predat la American Artists School, iar în 1938–1950 la Cooper Union Art College din New York. În anii 1930-1940 a locuit în New York, apoi până în 1991 în Great Neck, un sat din Long Island și până la sfârșitul vieții sale în Great Barrington, Massachusetts. A petrecut expoziții individuale între anii 1937 și 1971. În 1980 și 1985 a avut expoziții comune cu fiii săi, Stephen (n. 1948) și Michael (n. 1943), de asemenea artiști.
Pe lângă compozițiile tematice din viața hasidică, a mai creat o serie de portrete, inclusiv al lui Eleanor Roosevelt, George Zabrisky și Jonas Salk. Lucrările autorului pot fi văzute în Muzeul Metropolitan de Artă, Muzeul de Artă Americană și Galeria Națională de Artă din Washington, D.C.